# Ким Ки Дук
Ким Ки Дук (кор. 김기덕, в системе Концевича — Ким Гидок; 20 декабря 1960[…], Понхва, Кёнсан-Пукто — 11 декабря 2020, Рига) — южнокорейский кинорежиссёр. Обладатель «Золотого льва» Венецианского кинофестиваля за триллер «Пьета».

## Биография
Ким Ки Дук родился 20 декабря 1960 года в деревне Собённи в уезде Понхва южнокорейской провинции Кёнсан-Пукто. Вскоре семья Ким Ки Дука переехала в Сеул, где его отдали в сельскохозяйственную школу, не доучившись в которой, в возрасте семнадцати лет он устроился работать на завод. В двадцать лет ушёл в армию, где прослужил пять лет в морской пехоте, потом два года провёл в церкви для незрячих, намереваясь стать священником. В этот период усилилось его давнее увлечение живописью, и он отправился в Париж, где в 1990—1992 годах изучал изящные искусства. В 1993 году Ким Ки Дук получил награду Института сценаристов (Educational Institute of Screenwriting) за лучший сценарий к фильму «Художник и преступник, приговорённый к смерти». Некоторое время он путешествовал по Европе и выставлялся как художник. После ещё двух наград за сценарии состоялся его режиссёрский дебют — фильм «Крокодил» (1996). Далее последовали фильмы: «Дикие животные» (1996), «Отель „Птичья клетка“» (1998) и экспериментальный фильм «Реальный вымысел» (2000), снятый десятью кинокамерами всего за 200 минут.
За первые девять лет своей кинокарьеры Ким Ки Дук снял 13 фильмов.
Ким Ки Дук возглавил жюри основного конкурса 41-го Московского международного кинофестиваля, который прошёл с 18 по 25 апреля 2019 года. В рамках фестиваля в программе «Мастера» состоялся показ его фильма «Человек, пространство, время и снова человек».
В ноябре 2019 года Ким Ки Дук вновь приехал в Россию и стал председателем жюри основного конкурса IV Сочинского международного кинофестиваля. Тогда кинорежиссёр анонсировал, что съемки его следующего фильма пройдут на территории России.
Скончался в ночь на 11 декабря 2020 года, не дожив всего 9 дней до 60-летнего юбилея, в больнице в Риге (Латвия) от осложнений, вызванных коронавирусной инфекцией COVID-19. По информации СМИ, с ноября режиссер находился в Латвии, где планировал купить недвижимость и оформить вид на жительство.

## Обвинения в сексуальном насилии
В 2017 году был обвинён анонимной актрисой в насильственном принуждении к съемкам в сцене секса в фильме «Мёбиус», на которые она якобы не давала согласия. За инцидент на съемках «Мёбиуса» режиссера в декабре 2017 года приговорили к штрафу в размере, эквивалентном 4 450 долларов США. В 2018 году еще три женщины обвиняли его в сексуальном насилии. Режиссёр выступил со встречными исками в связи с ложными обвинениями и диффамацией.
В январе 2019 года Центральная прокуратура Сеула отклонила иск Ким Ки Дука к актрисам, сославшись на отсутствие доказательств ложности обвинений.

## Награды
«Пьета»
- 2012 — «Золотой лев», главный приз 69-го Венецианского кинофестиваля

«Пустой дом»
- 2005 — награда Международного Кинофестиваля в Сан-Себастьяне
- 2004 — четыре награды Венецианского кинофестиваля
- 2004 — «Золотой колос» Международного Кинофестиваля в Вальядолиде (Испания)

«Самаритянка»
- 2004 — «Серебряный медведь» Берлинского Международного Кинофестиваля за лучшую режиссуру

«Весна, лето, осень, зима… и снова весна»
- 2005 — «Золотой кондор» Аргентинской Ассоциации кинокритиков за лучший иностранный фильм не на испанском языке
- 2003 — четыре награды Международного Кинофестиваля в Локарно
- 2003 — приз зрительских симпатий Международного Кинофестиваля в Сан-Себастьяне

«Береговая охрана»
- 2003 — три награды Международного Кинофестиваля в Карловых Варах

«Плохой парень»
- 2002 — награда «Восточный экспресс» Каталонского Международного Кинофестиваля
- 2002 — гран-при Азиатского Кинофестиваля в Фукуоке (Япония)
- 2002 — награда Большого Колокола (Республика Корея)

«Адрес неизвестен»
- 2002 — приз Amakourou от молодого жюри Кинофестиваля Cinema Novo (Бельгия)

«Остров»
- 2001 — награда «Золотой Ворон» за лучший фильм Брюссельского кинофестиваля фантастических фильмов
- 2001 — две награды Международного Кинофестиваля в Порту (Португалия)
- 2001 — специальная награда жюри Международного Кинофестиваля в Москве
- 2000 — награда NETPAC Венецианского Международного Кинофестиваля

## Фильмография
| Год  | Фильм | Режиссёр | Продюсер | Сценарист | Актёр |
| ---- | --- | -------- | -------- | --------- | ----- |
| 1996 | Крокодил / Crocodile / 악어                                                                                   | Да       |          | Да        |       |
| 1998 | Дикие животные / Wild animals / 야생동물 보호구역                                                             | Да       |          | Да        |       |
| 1998 | Отель «Птичья клетка» / Birdcage Inn / 파란대문                                                               | Да       |          | Да        |       |
| 2000 | Остров / The Isle / 섬                                                                                        | Да       |          | Да        |       |
| 2000 | Реальный вымысел / Real Fiction / 실제상황                                                                    | Да       |          | Да        |       |
| 2001 | Адрес неизвестен / Address Unknown / 수취인불명                                                               | Да       |          | Да        |       |
| 2001 | Плохой парень / Bad Guy / 나쁜남자                                                                            | Да       |          | Да        |       |
| 2002 | Береговая охрана / The Coast Guard / 해안선                                                                   | Да       |          | Да        |       |
| 2003 | Весна, лето, осень, зима… и снова весна / Spring, Summer, Fall, Winter... And Spring / 봄여름가을겨울그리고봄 | Да       |          | Да        | Да    |
| 2004 | Самаритянка / Samaria / 사마리아                                                                              | Да       | Да       | Да        |       |
| 2004 | Пустой дом / Empty House (3-Iron) / 빈집                                                                      | Да       | Да       | Да        |       |
| 2005 | Натянутая тетива / The Bow / 활                                                                               | Да       | Да       | Да        |       |
| 2006 | Время / Time / 시간                                                                                           | Да       | Да       | Да        |       |
| 2007 | Вздох / Breath / 숨                                                                                           | Да       |          | Да        | Да    |
| 2008 | Мечта / Dream / 비몽                                                                                          | Да       |          | Да        |       |
| 2008 | Красивая / Beautiful / 아름답다                                                                               |          | Да       | Да        |       |
| 2008 | Несмонтированный фильм / Rough Cut / 영화는 영화다                                                            |          | Да       | Да        |       |
| 2011 | Ариран / Arirang / 아리랑                                                                                     | Да       | Да       | Да        | Да    |
| 2011 | Понсанская гончая / Poong-san-gae / 풍산개                                                                    |          | Да       | Да        |       |
| 2011 | Аминь / Amen / 아멘                                                                                           | Да       | Да       | Да        | Да    |
| 2012 | Пьета / Pieta / 피에타                                                                                        | Да       | Да       | Да        | Да    |
| 2013 | Мёбиус / Moebius / 뫼비우스                                                                                   | Да       | Да       | Да        | Да    |
| 2013 | Грубая игра / Rough Play / 배우는 배우다                                                                      |          | Да       | Да        |       |
| 2013 | Красная семья / Red Family / 붉은 가족                                                                        |          | Да       | Да        | Да    |
| 2014 | Один на один / One on One / 일대일                                                                            | Да       | Да       | Да        | Да    |
| 2015 | Стоп / Stop / 스톱                                                                                            | Да       | Да       | Да        | Да    |
| 2015 | Сделано в Китае / Made in China / 메이드 인 차이나                                                            |          | Да       | Да        |       |
| 2016 | Сеть / The Net / 그물                                                                                         | Да       |          |           |       |
| 2017 | Экскаватор / Fork Lane / 포크레인                                                                             |          | Да       | Да        |       |
| 2018 | Человек, место, время и снова человек / Human, Space, Time and Human / 인간, 공간, 시간 그리고 인간           | Да       | Да       |           | Да    |
| 2019 | Растворяться / Dissolve / 딘                                                                                  | Да       | Да       |           | Да    |
| 2022 | Призыв божий / Call of God / Kõne taevast                                                                     | Да       | Да       | Да        |       |